# غشوة ورقية
غشوة ورقية (الاسم العلمي:Ceropegia foliosa) هو نوع من النباتات يتبع جنس الغشوة من الفصيلة الدفلية.